# 1289 Kutaïssi

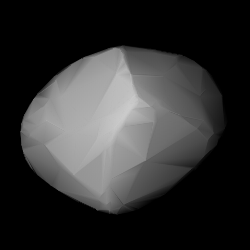
1289 Kutaïssi

1289 Kutaïssi là một tiểu hành tinh vành đai chính với chu kỳ quỹ đạo là 1767.9920075 ngày (4.84 năm).
Tiểu hành tinh được phát hiện ngày 19 tháng 8 năm 1933.